# ابن فرحون
ابراهیم بن علی یَعمری شهرت‌یافته به ابن فَرحون و لقب‌گرفته به برهان‌الدین (؟ -۱۳۹۷م) قاضی و فقیه مالکی حجازی مغربی‌اصل در سدهٔ هشتم هجری/چهاردهم میلادی بود. در سال ۷۹۲ق به مصر، قدس و شام سفر کرد. در سال ۷۹۳ قضاوت مدینه را بر عهده گرفت. سپس فلج بدنی در بخش چپ بدنش گرفت و بر اثر آن درگذشت. دیباج المذهب، تبصرة الحکام فی أصول الأقضیه و مناهج الأحکام، درة الغواص فی محاضرة الخواص، طبقات علماء الغرب، تسهیل المهمات از آثار اوست.